# John Bush
John Bush (Los Angeles, 24 agosto 1963) è un cantante statunitense, famoso per la sua militanza negli Armored Saint e per aver fatto parte degli Anthrax dal 1992 al 2010.

## Discografia parziale

### Con gli Armored Saint
Album in studio
- 1984 - March of the Saint
- 1985 - Delirious Nomad
- 1987 - Raising Fear
- 1991 - Symbol of Salvation
- 2000 - Revelation
- 2010 - La Raza
- 2015 - Win Hands Down
- 2020 -  Punching the Sky

### Con gli Anthrax
Album in studio
- 1993 - Sound of White Noise
- 1995 - Stomp 442
- 1998 - Volume 8: The Threat Is Real
- 2003 - We've Come for You All
- 2004 - The Greater of two Evils

### Con gli Stone Soldier
Demo
- 1989 - Various Recordings